# Saison 2022 de l'équipe cycliste féminine Human Powered Health
La Saison 2022 de l'équipe Human Powered Health est la treizième de la formation. Elle accède au statut de WorldTeam, la première division du cyclisme féminin. 

## Préparation de la saison

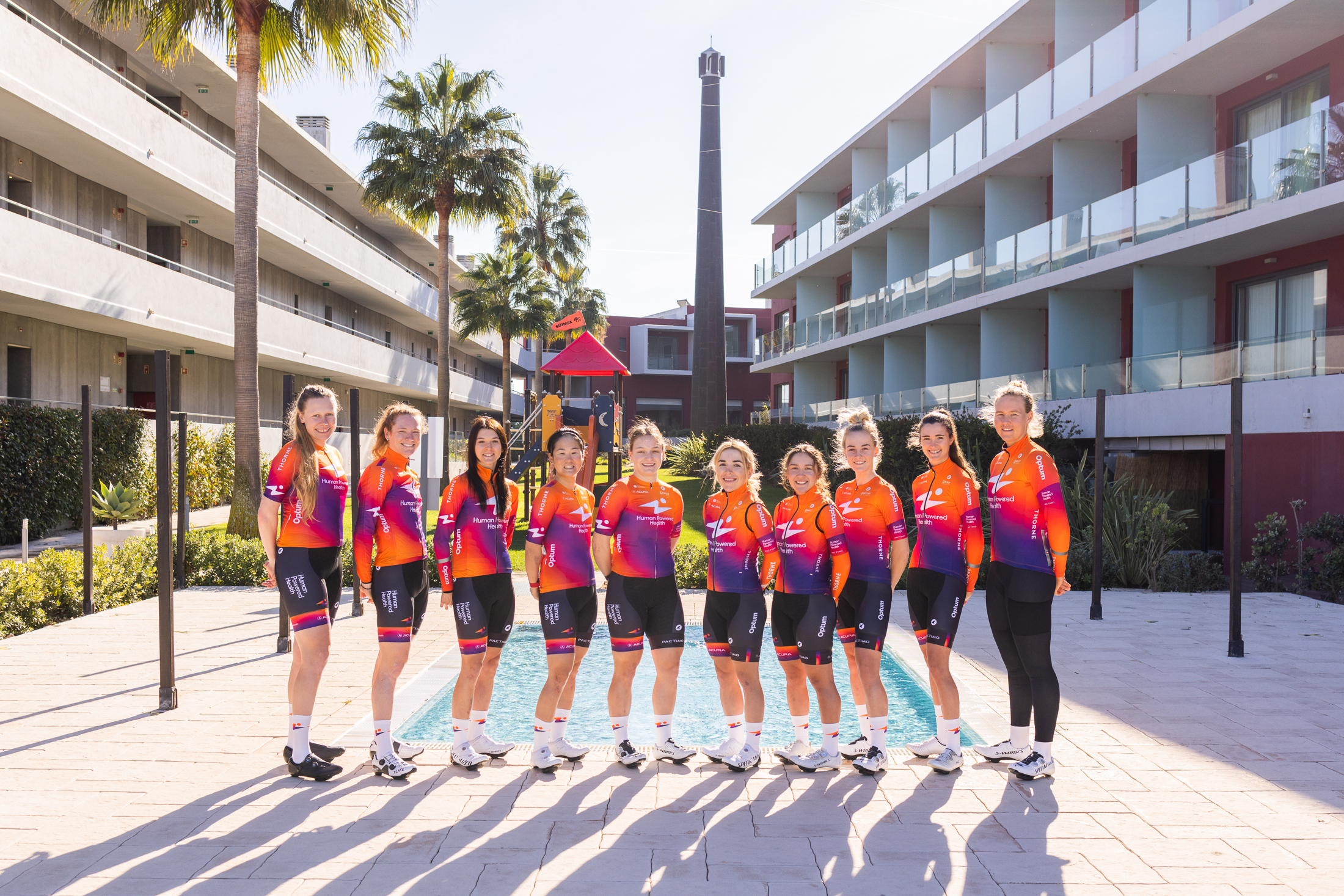
Préparation de la saison au Portugal.

### Arrivées et départs

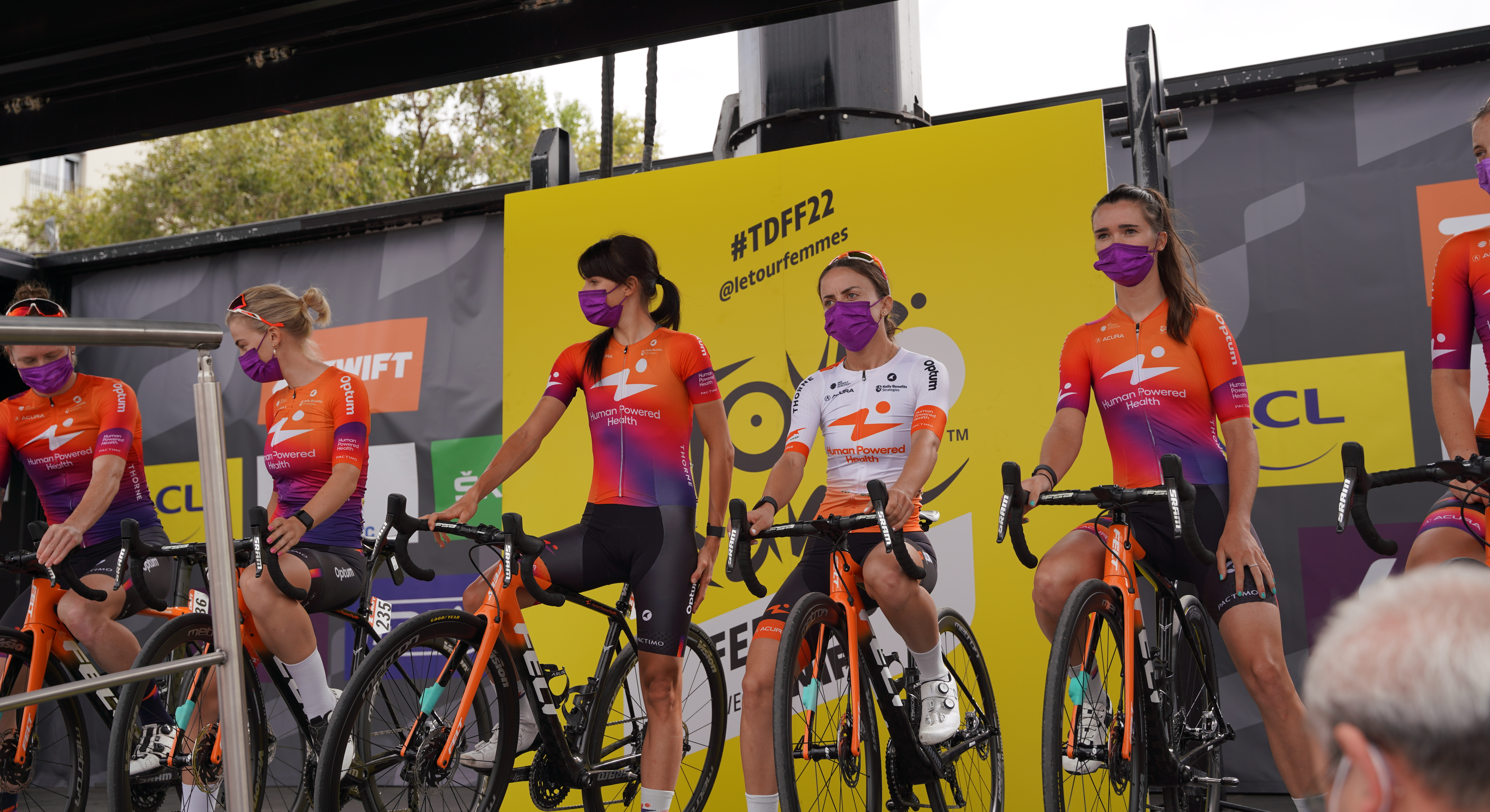
Lors du Tour de France femmes.

L'effectif est grandement remanié. La multiple championne du Japon Eri Yonamine rejoint l'équipe. Elle est accompagnée de la spécialiste du contre-la-montre Mieke Kröger. Par ailleurs, Nina Buysman, Henrietta Christie, Evy Kuijpers, Barbara Malcotti et Marit Raaijmakers s'engagent avec Human Powered Health. Les néo-professionnelles Makayla MacPherson et Kaia Schmid la rejoignent également.
Au niveau des départs, les grimpeuses Clara Koppenburg et Kristabel Doebel-Hickok quittent l'équipe. La polyvalente Sara Poidevin en fait de même. La spécialiste du cyclo-cross Emma White prend sa retraite. Madeline Bemis, Holly Breck, Heidi Franz et Leigh Ann Ganzar partent également.
| Arrivées           | Équipe 2021               |
| ------------------ | ------------------------- |
| Nina Buysman       | Parkhotel Valkenburg      |
| Henrietta Christie | Bepink                    |
| Mieke Kröger       | Hitec Products-Birk Sport |
| Evy Kuijpers       | Liv Racing                |
| Makayla MacPherson | Néo-professionnelle       |
| Barbara Malcotti   | Valcar-Travel Service     |
| Kaia Schmid        | Néo-professionnelle       |
| Marit Raaijmakers  | Parkhotel Valkenburg      |
| Eri Yonamine       | EF Education-Tibco-SVB    |

| Départs                 | Équipe 2022            |
| ----------------------- | ---------------------- |
| Madeline Bemis          |                        |
| Holly Breck             |                        |
| Kristabel Doebel-Hickok | EF Education-Tibco-SVB |
| Heidi Franz             | InstaFund Racing       |
| Leigh Ann Ganzar        |                        |
| Clara Koppenburg        | Cofidis                |
| Sara Poidevin           | EF Education-Tibco-SVB |
| Emma White              | Retraite               |

### Effectifs

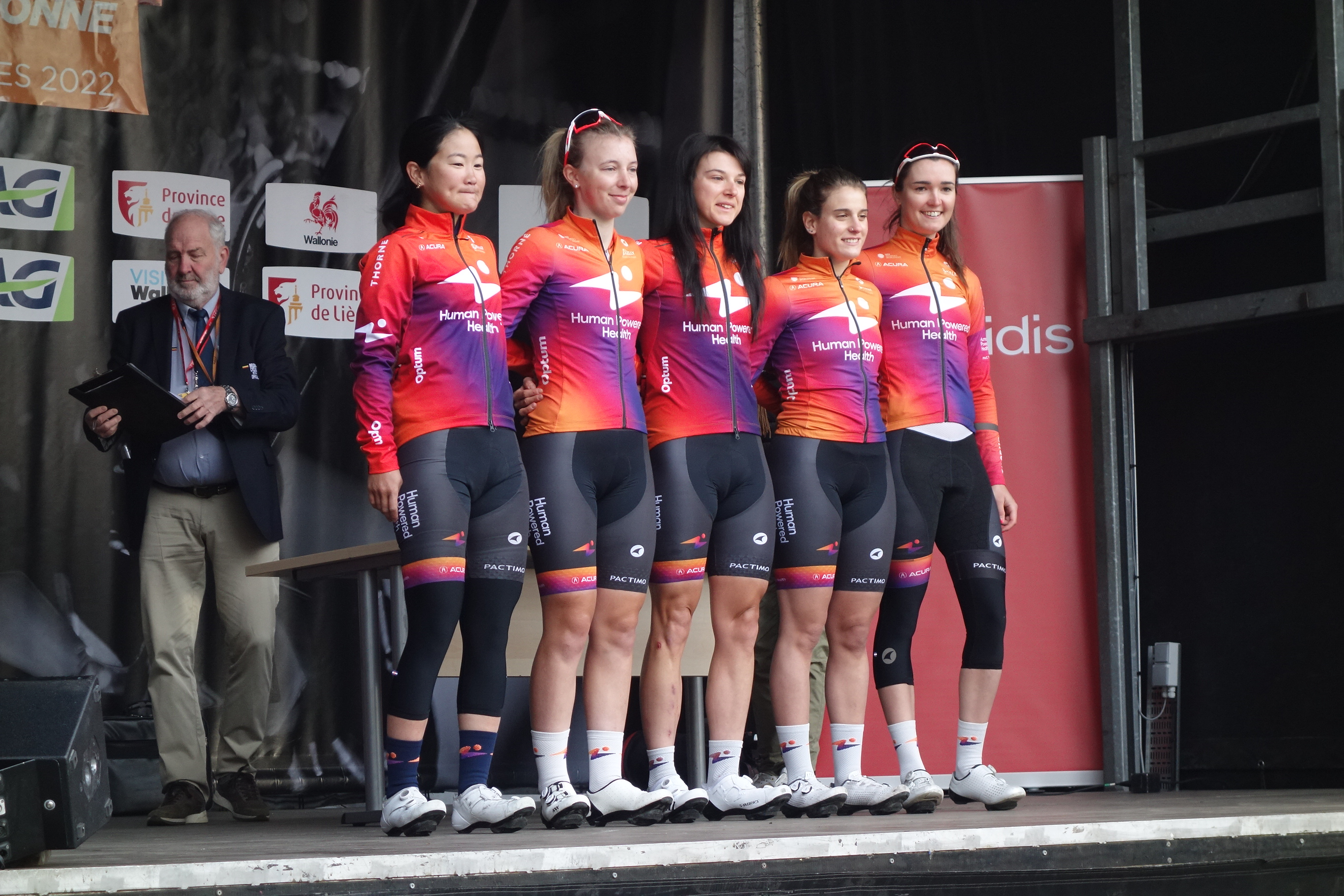
Lors de la Flèche wallonne.

| Effectif 2022                        | Effectif 2022     | Effectif 2022    | Effectif 2022                     |
| Cycliste                             | Date de naissance | Pays             | Équipe précédente                 |
| ------------------------------------ | ----------------- | ---------------- | --------------------------------- |
| Nina Buysman                         | 16 novembre 1997  | Pays-Bas         | Parkhotel Valkenburg (2021)       |
| Henrietta Christie                   | 23 janvier 2002   | Nouvelle-Zélande | Bepink (2021)                     |
| Katie Clouse                         | 4 août 2001       | États-Unis       | DNA Pro Cycling (2020)            |
| Ántri Christofórou (20 juin–31 déc.) | 2 avril 1992      | Chypre           | Centre mondial du cyclisme (2021) |
| Mieke Kröger                         | 18 juillet 1993   | Allemagne        | Coop-Hitec Products (2021)        |
| Evy Kuijpers                         | 15 février 1995   | Pays-Bas         | Liv Racing (2021)                 |
| Makayla MacPherson                   | 17 septembre 2003 | États-Unis       |                                   |
| Barbara Malcotti                     | 19 février 2000   | Italie           | Valcar-Travel & Service (2021)    |
| Marit Raaijmakers                    | 2 juin 1999       | Pays-Bas         | Parkhotel Valkenburg (2021)       |
| Olivia Ray                           | 4 avril 1998      | Nouvelle-Zélande |                                   |
| Kaia Schmid                          | 7 janvier 2003    | États-Unis       |                                   |
| Lily Williams                        | 24 juin 1994      | États-Unis       | Hagens Berman-Supermint (2019)    |
| Eri Yonamine                         | 25 avril 1991     | Japon            | Tibco-Silicon Valley Bank (2021)  |
|                                      |                   |                  |                                   |
| Source : ProCyclingStats             |                   |                  |                                   |

### Encadrement
Le directeur général est Jacob Erker. Joanne Kiesanowski est la directrice sportive. Elle est assistée par Andrew Bajadali et Jonas Carney.

## Déroulement de la saison
Aux championnats d'Europe de cyclisme sur piste, Mieke Kröger remporte la médaille d'or en poursuite par équipes et individuelle.

## Victoires

### Sur route
| Victoires | Victoires                                 | Victoires        | Victoires | Victoires  | Victoires |
| Date      | Course                                    | Pays             | Classe    | Vainqueur  |           |
| --------- | ----------------------------------------- | ---------------- | --------- | ---------- | --------- |
| 13 fév.   | Championnat de Nouvelle-Zélande sur route | Nouvelle-Zélande | CN        | Olivia Ray |           |

## Classement mondial
| Classement UCI | Classement UCI     | Classement UCI   | Classement UCI |
| Coureuse       | Coureuse           | Pays             | Points         |
| -------------- | ------------------ | ---------------- | -------------- |
| 111e           | Ántri Christofórou | Chypre           | 295 pts        |
| 125e           | Nina Buysman       | Pays-Bas         | 256 pts        |
| 194e           | Eri Yonamine       | Japon            | 150 pts        |
| 245e           | Mieke Kröger       | Allemagne        | 114 pts        |
| 246e           | Lily Williams      | États-Unis       | 113 pts        |
| 476e           | Kaia Schmid        | États-Unis       | 52 pts         |
| 510e           | Henrietta Christie | Nouvelle-Zélande | 46 pts         |
| 538e           | Barbara Malcotti   | Italie           | 43 pts         |
| 548e           | Evy Kuijpers       | Pays-Bas         | 40 pts         |
| 827e           | Makayla MacPherson | États-Unis       | 16 pts         |
| 1304e          | Katie Clouse       | États-Unis       | 2 pts          |